# هجوم تدمر (مايو 2015)
هجوم تدمر هي عملية عسكرية شنها تنظيم الدولة الإسلامية خلال الحرب الأهلية السورية في شهر مايو 2015 من أجل السيطرة على منطقة تدمر في محافظة حمص التي تقع تحت سيطرة الحكومة السورية بما فيها مدينة تدمر التاريخية المركز الإداري للمنطقة.